# Asconiscus simplex
Asconiscus simplex är en kräftdjursart som beskrevs av Georg Ossian Sars 1899. Asconiscus simplex ingår i släktet Asconiscus och familjen Asconiscidae.
Artens utbredningsområde är havet utanför Norge. Arten är reproducerande i Sverige. Inga underarter finns listade i Catalogue of Life.